# General O'Higgins (SS-23)
Pour les articles homonymes, voir O'Higgins.
Le General O'Higgins (pennant number : SS-23) est un sous-marin de la marine chilienne de classe Scorpène. Il a été lancé le 1er novembre 2003 et intégré à la Force sous-marine de la marine chilienne, avec Talcahuano comme port-base. C’est la première des deux unités commandées par le Chili au consortium franco-espagnol DCNS-Navantia. L’avant a été construit en France et la poupe en Espagne. Il a été lancé en présence de la ministre de la défense chilienne Michelle Bachelet et a été livré au port de Cherbourg, France. Ces deux unités ont remplacé les sous-marins de classe Oberon britannique qui étaient en service depuis 30 ans dans la marine chilienne.
Son commandant est le capitaine de frégate Luis Dominguez Hidalgo. Il est en cours de modernisation chez ASMAR.